# Ceylonthelphusa alpina
Ceylonthelphusa alpina là một loài giáp xác trong họ Parathelphusidae.